# Psilogramma increta
Psilogramma increta là một loài bướm đêm thuộc họ Sphingidae. Loài này có ở đông bắc Trung Quốc, Nhật Bản và Triều Tiên, về phía nam và đông qua khắp Trung Quốc, Đài Loan, Việt Nam, Thái Lan, Philippines và Malaysia bán đảo, tới quần đảo Sunda Lớn, về phía tây tới Myanmar, Nepal và Ấn Độ tới Kashmir. Đây là một loài di thực ở Hawaii.
Sải cánh khoảng 90–122 mm.
Ấu trùng chủ yếu ăn các loài Oleaceae, Scrophulariaceae và Verbenaceae, có thể có các loài thuộc họ khác. Các loài thực vật làm thức ăn của chúng được ghi nhận bao gồm Campsis, Catalpa, Clerodendrum (bao gồm Clerodendrum tricotonum), Dimocarpus, Firmiana, Fraxinus, Ligustrum (bao gồm Ligustrum lucidum, Ligustrum obtusifolium và Ligustrum japonicum), Melia, Meliosma, Olea, Osmanthus (bao gồm Osmanthus fragrans), Paulownia (bao gồm Paulownia tomentosa và Paulownia coreana), Syringa (bao gồm Syringa reticulata và Syringa dilatata), Vitex (bao gồm Vitex negundo), Quercus aliena, Callicarpa dichotoma, Sesamum indicum, Perilla frutescens và Viburnum dilatatum.

## Hình ảnh

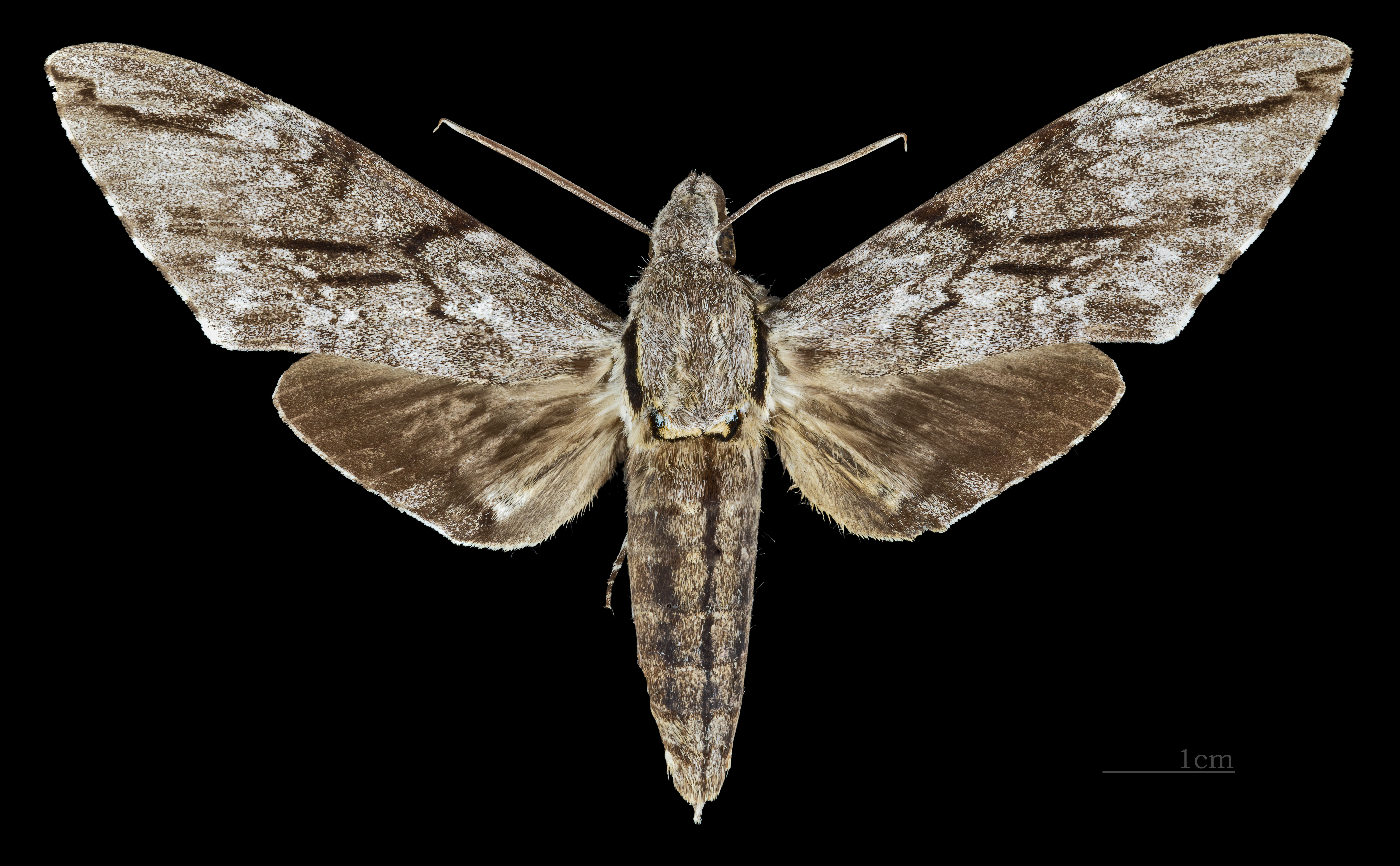
Psilogramma increta  ♂
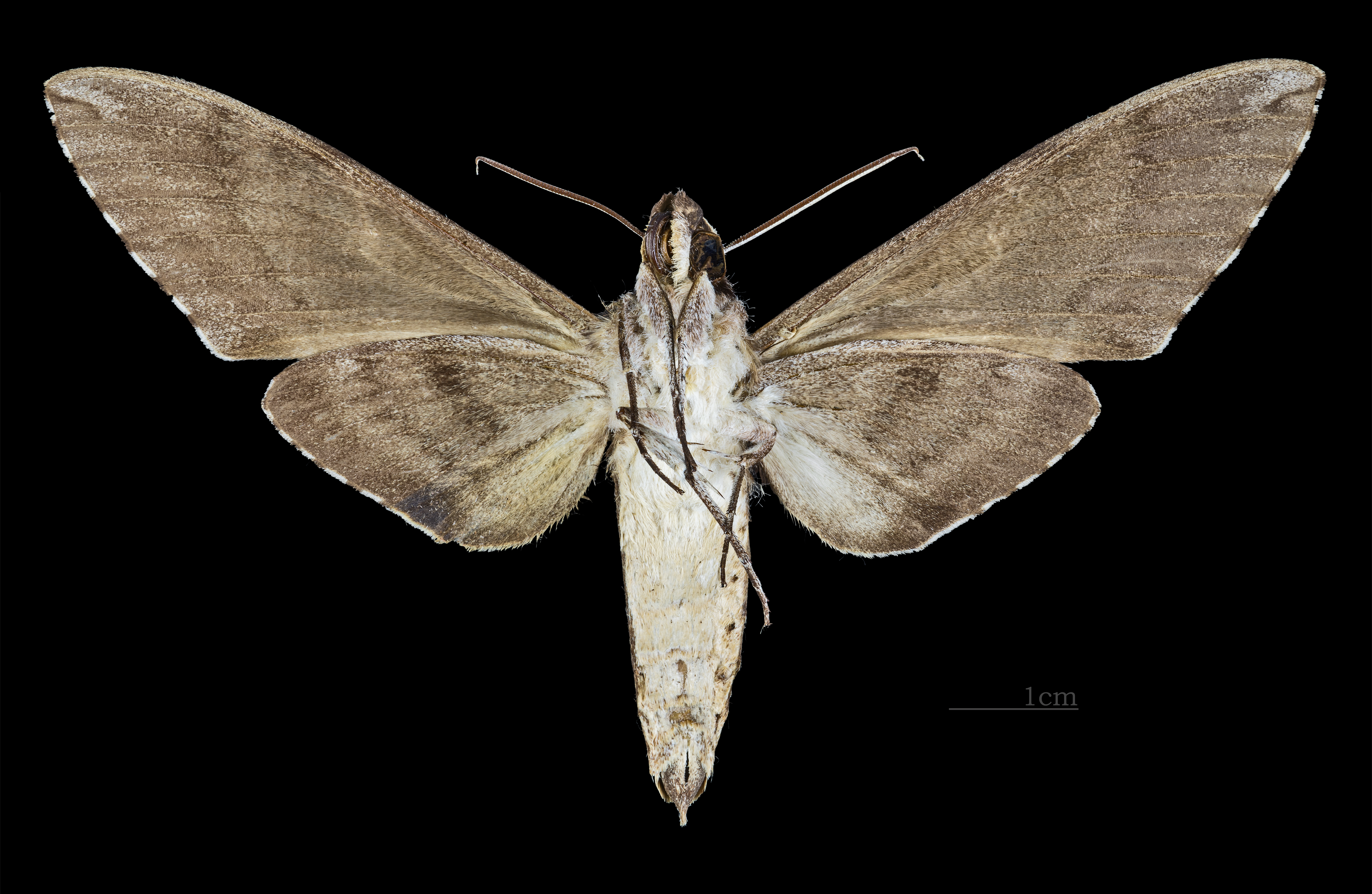
Psilogramma increta  ♂ △
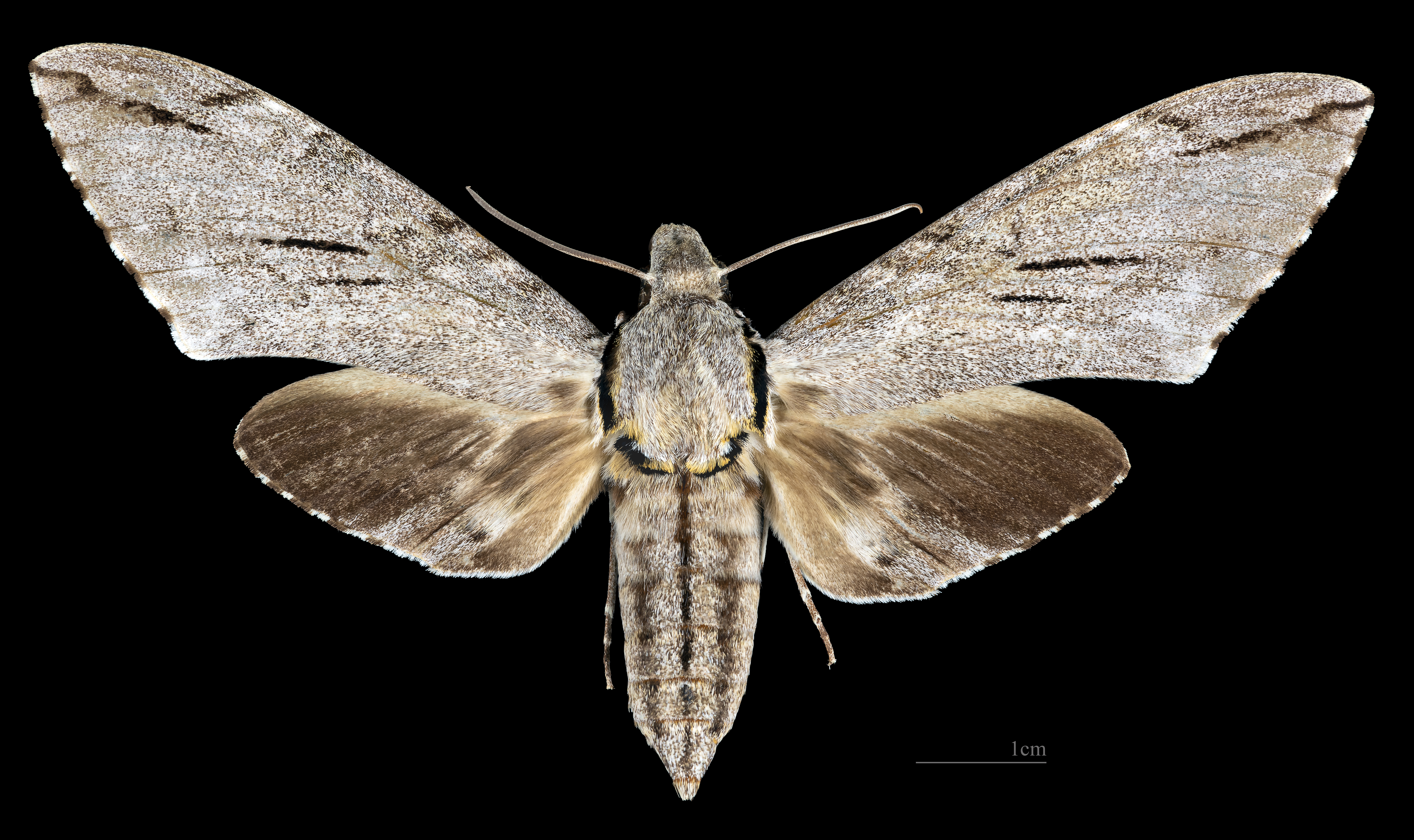
Psilogramma increta  ♀
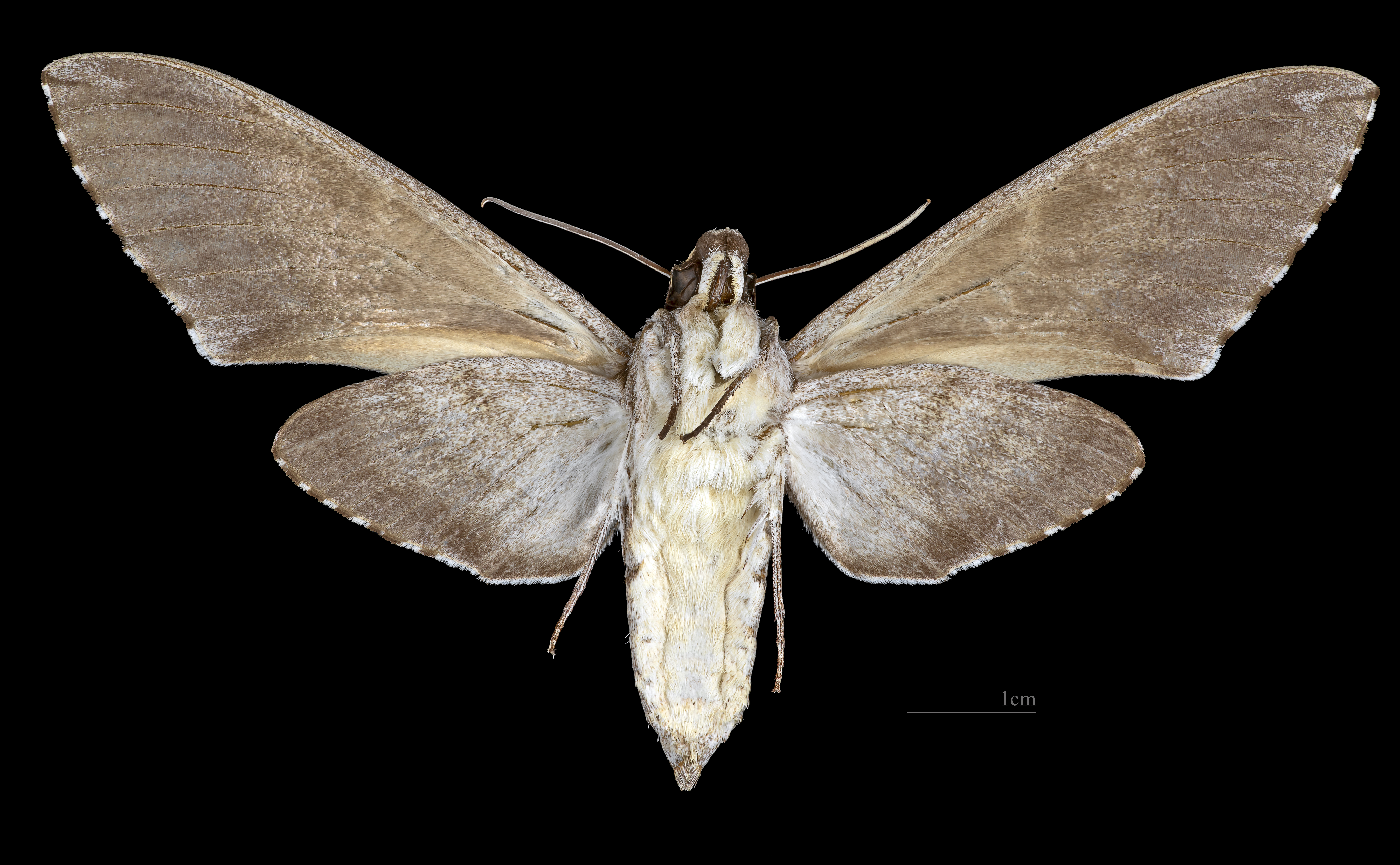
Psilogramma increta   ♀ △